# Kościół św. Jana Chrzciciela w Jaszkowej Dolnej
Kościół św. Jana Chrzciciela w Jaszkowej Dolnej – zabytkowy kościół we wsi Jaszkowa Dolna.
Kościół parafialny wybudowany z lat 1903-1904.